# Faridpur (Distrikt)
Der Distrikt Faridpur (Bengalisch: ফরিদপুর জেলা, Faridpur Jelā; Englisch: Faridpur district) ist eine Verwaltungseinheit im zentralen Bangladesch, die innerhalb der Division Dhaka liegt. Die Hauptstadt heißt ebenfalls Faridpur. Der Distrikt hat 1.912.969 Einwohner (Volkszählung 2011).

## Geografie
Der 2052,86 km² große Distrikt Faridpur grenzt im Norden an die Distrikte Manikganj und Rajbari, im Osten an die Distrikte Dhaka, Madaripur und Munsiganj, im Süden an den Distrikt Gopolganj und im Westen an die Distrikte Magura, Narail und Rajbari.
Die wichtigsten Fließgewässer in Dinajpur sind der Arial Khan, Bubanshwarand Lohartek, Chandana, Gorai, Old Kumar und die Padma.

### Klima
Die Temperaturen schwanken zwischen 12,6 und 35,8 °Celsius. Die durchschnittliche jährliche Regenmenge beträgt 1546 mm und die durchschnittliche Luftfeuchtigkeit beträgt über 70 %. In den Monaten von November bis März fällt wenig Regen. Juni, Juli und August sind die Monate mit dem meisten Regen.

## Geschichte
Im Mittelalter war es Teil verschiedener kleiner Königreiche, die teils buddhistisch, teils hinduistisch geprägt waren. Zuerst war es Teil des Königreichs Kamarupa, dann ab 750 des Königreichs Pala und ab 1120 Teil des Sena-Reichs. Vom 12. Jahrhundert an versuchten muslimische Armeen die Gegend zu erobern, was zwischen 1204 und 1303 gelang. Es gehörte zuerst zum Sultanat von Delhi, später zum Sultanat von Bengalen und danach zum Mogulreich. Ab 1765 gehörte es zu Britisch-Indien als Teil der Dhaka-Division. Der Verwaltungseinheit Faridpur entstand 1815. Von 1947 bis 1971 war der Distrikt Teil von Ost-Pakistan in der Republik Pakistan. Im Jahr 1984 entstand der Distrikt durch die Teilung des bisherigen Distrikts in kleinere Distrikte in seinem heutigen Umfang.

## Bevölkerung

### Bevölkerungsentwicklung
Wie überall in Bangladesch wächst die Einwohnerzahl im Distrikt seit Jahrzehnten stark an.

### Altersstruktur
Wie überall in Bangladesch ist die Bevölkerung im Durchschnitt sehr jung. Das Durchschnittsalter lag bei der letzten Volkszählung 2011 bei 22,99 Jahren bei steigender Tendenz.
Bei der Volkszählung im Jahr 2011 ergab sich folgende Altersstruktur:
| Alter                                         | 0–9 Jahre | 10–19 Jahre | 20–29 Jahre | 30–39 Jahre | 40–49 Jahre | 50–59 Jahre | 60–69 Jahre | 70–79 Jahre | 80 Jahre und mehr |
| Anzahl                                        | 448.637   | 399.586     | 324.367     | 251.754     | 199.815     | 129.634     | 93.287      | 44.214      | 21.675            |
| Anteil                                        | 23,45 %   | 20,89 %     | 16,96 %     | 13,16 %     | 10,45 %     | 6,78 %      | 4,88 %      | 2,31 %      | 1,13 %            |
| Quelle: Zila Faridpur, Tabelle P14, Seite 382 |           |             |             |             |             |             |             |             |                   |

### Bedeutende Orte
Einwohnerstärkste Ortschaft innerhalb des Distrikts ist der Distriktshauptort Faridpur. Weitere Städte (Towns) sind Bhanga, Boalmari und Nagarkanda. Mit Charbhadrasan und Madhukhali gibt es noch zwei weitere Orte ohne Stadtrecht mit jeweils mehr als 10000 Einwohnern. Die städtische Bevölkerung macht nur 14,17 Prozent der gesamten Bevölkerung aus. Die Orte haben folgende Einwohnerzahlen:

### Bevölkerung des Distrikts nach Geschlecht
Wie in vielen Teilen Bangladeschs war der Anteil der weiblichen Bevölkerung niedriger als die Anzahl männlicher Bewohner. Allerdings war die Verteilung der Geschlechter deutlich ausgeglichener als in anderen Teilen Südasiens. Neuerdings überwiegt sogar der Anteil der weiblichen Bevölkerung.
| Verteilung der Bevölkerung nach Geschlecht im Distrikt Faridpur          |                   |                   |                   |                   |                   |                   |                   |                   |                   |                   |
|                                                                          | Volkszählung 1974 | Volkszählung 1974 | Volkszählung 1981 | Volkszählung 1981 | Volkszählung 1991 | Volkszählung 1991 | Volkszählung 2001 | Volkszählung 2001 | Volkszählung 2011 | Volkszählung 2011 |
| Anzahl                                                                   | Anteil            | Anzahl            | Anteil            | Anzahl            | Anteil            | Anzahl            | Anteil            | Anzahl            | Anteil            |                   |
| GESAMT                                                                   | 1.120.031         | 100 %             | 1.314.004         | 100 %             | 1.505.686         | 100 %             | 1.756.470         | 100 %             | 1.912.969         | 100 %             |
| Männer                                                                   | 575.586           | 51,39 %           | 669.507           | 50,95 %           | 768.758           | 51,06 %           | 893.358           | 50,86 %           | 942.245           | 49,26 %           |
| Frauen                                                                   | 544.455           | 48,61 %           | 644.497           | 49,05 %           | 736.928           | 48,94 %           | 863.112           | 49,14 %           | 970.724           | 50,74 %           |
| Quelle: Zila Faridpur bei der Volkszählung 2011, Tabelle PT-02, Seite 18 |                   |                   |                   |                   |                   |                   |                   |                   |                   |                   |

### Volksgruppen
Die Bevölkerung ist ethnisch sehr einheitlich. Nur 3233 Menschen (0,17 % der Bevölkerung) gehören nicht dem Volk der Bengalen an.

### Religion
Bis ins frühe Mittelalter war die Bevölkerung mehrheitlich buddhistisch. Doch bereits vor tausend Jahren gab es auch zahlreiche Hindus. Mit der muslimischen Eroberung der Region im Jahr 1303 verschwand der Buddhismus fast ganz und viele kastenlose Hindus traten ebenfalls im Verlauf der nächsten Jahrhunderte zum Islam über.
Aufgrund der hohen Geburtenrate und der Abwanderung von Hindus wächst der Anteil der Muslime ständig. Dennoch gibt es in verschiedenen Upazilas noch bedeutende hinduistische Minderheiten. So beträgt der Anteil der Hindus im Upazila Madhukhali 15,76 Prozent, im Upazila Boalmari 11,60 Prozent und im Upazila Faridpur Sadar 10,28 Prozent.
| Jahr                                                          | Buddhisten | Buddhisten | Christen | Christen | Hindus  | Hindus  | Muslime   | Muslime | Andere | Andere | Gesamt    | Gesamt   |
| Jahr                                                          | Zahl       | Anteil     | Zahl     | Anteil   | Zahl    | Anteil  | Zahl      | Anteil  | Zahl   | Anteil | Zahl      | Anteil   |
| ------------------------------------------------------------- | ---------- | ---------- | -------- | -------- | ------- | ------- | --------- | ------- | ------ | ------ | --------- | -------- |
| 1981                                                          | 104        | 0,01 %     | 820      | 0,06 %   | 195.410 | 14,87 % | 1.117.425 | 85,04 % | 245    | 0,02 % | 1.314.004 | 100,00 % |
| 1991                                                          | 207        | 0,01 %     | 1144     | 0,08 %   | 178.919 | 11,88 % | 1.324.905 | 88,00 % | 511    | 0,03 % | 1.505.686 | 100,00 % |
| 2001                                                          | 58         | 0,00 %     | 1073     | 0,06 %   | 178.354 | 10,15 % | 1.576.713 | 89,77 % | 272    | 0,02 % | 1.756.470 | 100,00 % |
| 2011                                                          | 51         | 0,00 %     | 930      | 0,05 %   | 180.366 | 9,43 %  | 1.731.133 | 90,49 % | 489    | 0,03 % | 1.912.969 | 100,00 % |
| Quelle: Ergebnisse der Volkszählung 1981, 1991, 2001 und 2011 |            |            |          |          |         |         |           |         |        |        |           |          |

### Verteilung Stadt und Landbevölkerung
Faridpur gehört zu den stark ländlich geprägten Distrikten innerhalb des Landes. Die Verteilung:
| Stadt- und Landbevölkerung im Distrikt Faridpur                          |                   |                   |                   |                   |                   |                   |                   |                   |                   |                   |
|                                                                          | Volkszählung 1974 | Volkszählung 1974 | Volkszählung 1981 | Volkszählung 1981 | Volkszählung 1991 | Volkszählung 1991 | Volkszählung 2001 | Volkszählung 2001 | Volkszählung 2011 | Volkszählung 2011 |
| Anzahl                                                                   | Anteil            | Anzahl            | Anteil            | Anzahl            | Anteil            | Anzahl            | Anteil            | Anzahl            | Anteil            |                   |
| GESAMT                                                                   | 1.120.031         | 100 %             | 1.314.004         | 100 %             | 1.505.686         | 100 %             | 1.756.470         | 100 %             | 1.912.969         | 100 %             |
| STADT                                                                    | 46.232            | 4,13 %            | 112.293           | 8,55 %            | 154.671           | 10,27 %           | 227.471           | 12,95 %           | 271.100           | 14,17 %           |
| LAND                                                                     | 1.073.799         | 95,87 %           | 1.201.711         | 91,45 %           | 1.351.015         | 89,73 %           | 1.528.999         | 87,05 %           | 1.641.869         | 85,83 %           |
| Quelle: Zila Faridpur bei der Volkszählung 2011, Tabelle PT-01, Seite 17 |                   |                   |                   |                   |                   |                   |                   |                   |                   |                   |

## Bildung
Es gibt keine Universität im Distrikt, aber mehrere Colleges. Zum staatlichen Bildungswesen gehören noch die Primarschulen und Sekundarschulen. Daneben gibt es Privatschulen und wenige Religionsschulen (Medressen).
Dennoch befindet sich der Bildungsstand auf tiefem Niveau. Nur 63,24 Prozent der 5-9-Jährigen und 82,82 Prozent der 10-14-Jährigen besuchten (2011) die Schule. Eher ungewöhnlich für die Region ist die Tatsache, dass prozentual mehr Mädchen wie Jungen zur Schule gehen.
Am Ende der Kolonialzeit bestand fast die gesamte Bevölkerung aus Analphabeten. Dies änderte sich in der Zeit als das Gebiet Teil von Ost-Pakistan war, nur wenig. Trotz bedeutender Anstrengungen ist das Ziel der vollständigen Alphabetisierung noch weit entfernt. Dazu kommen gewaltige Unterschiede. Während bei den Männern in den Städten mehr als 2 von 3 lesen und schreiben können, ist dies bei den Frauen auf dem Land bei weniger als der Hälfte der Fall. Doch seit 1991 wächst die Alphabetisierung rasch. Die Entwicklung zeigt folgende Tabelle:
| Alphabetisierung im Distrikt Faridpur                                                         |                   |                   |                   |                   |
| Einheit                                                                                       | Volkszählung 1991 | Volkszählung 2001 | Volkszählung 2011 | Volkszählung 2011 |
| Einheit                                                                                       | Anteil            | Anteil            | Anzahl            | Anteil            |
| GESAMT                                                                                        | 27,84 %           | 40,85 %           | 790.844           | 48,96 %           |
| Männer                                                                                        | 34,61 %           | 44,64 %           | 397.722           | 50,29 %           |
| Frauen                                                                                        | 20,75 %           | 36,96 %           | 393.122           | 47,69 %           |
| STADT GESAMT                                                                                  | 50,35 %           | 58,97 %           | 151.432           | 64,66 %           |
| Stadt-Männer                                                                                  | 57,24 %           | 63,30 %           | 78.451            | 67,21 %           |
| Stadt-Frauen                                                                                  | 42,79 %           | 54,39 %           | 72.981            | 62,13 %           |
| LAND GESAMT                                                                                   | 25,09 %           | 38,02 %           | 639.412           | 46,30 %           |
| Land-Männer                                                                                   | 31,78 %           | 41,67 %           | 319.271           | 47,36 %           |
| Land-Frauen                                                                                   | 18,13 %           | 34,29 %           | 320.141           | 45,29 %           |
| Quelle: Zila Faridpur bei der Volkszählung 2011, Tabellen PT-15, Seite 23 und P-07, Seite 382 |                   |                   |                   |                   |

Die höchsten öffentlichen Bildungseinrichtungen (mit Gründungsjahr) sind:
- Faridpur District School (1840)
- Bhanga Pilot High School (1889)
- Faridpur High School (1889)
- Hitoishi High School (1889)
- Karakdi Rambihari Multilateral High School (1901)
- Govt. Girls High School (1910)
- Krishnapur High School (1910)
- George Academy (1911)
- M N Academy (1916)
- Rajendra College (1918)
- Bakiganj Islamia Madrasa (1922)
- Govt. Saroda Sundori Mohila College (1966)
- The Faridpur Medical College (1985)
- Faridpur Engineering College (2010)

## Verwaltung
Der Distrikt Faridpur ist in neun so genannte Upazilas unterteilt: Alfadanga, Bhanga, Boalmari, Charbhadrasan, Faridpur Sadar, Madhukhali, Nagarkanda, Sadarpur und Saltha. Innerhalb dieser Verwaltungsunterteilung gibt es vier selbstverwaltende Städte (municipality), 79 Union Parishads (Dorfräte) und 1899 Dörfer.

## Wirtschaft
Von den Erwerbstätigen arbeitet die Mehrheit in der Landwirtschaft. Insgesamt gibt es (2011) 1.464.332 Personen, die älter als 10 Jahre alt sind. Von diesen sind 417.173 Personen in der Schule oder nicht erwerbstätig, 12.706 Menschen auf Arbeitssuche und 511.410 Menschen arbeiten in einem Haushalt. 523.043 Personen sind in einer bezahlten Erwerbstätigkeit. Davon arbeiten 306.825 (=73,5 Prozent) Personen in Landwirtschaft und Fischerei, 53.378 in der Industrie und 162.840 Menschen im Bereich Dienstleistungen.